# Perkin (cràter)

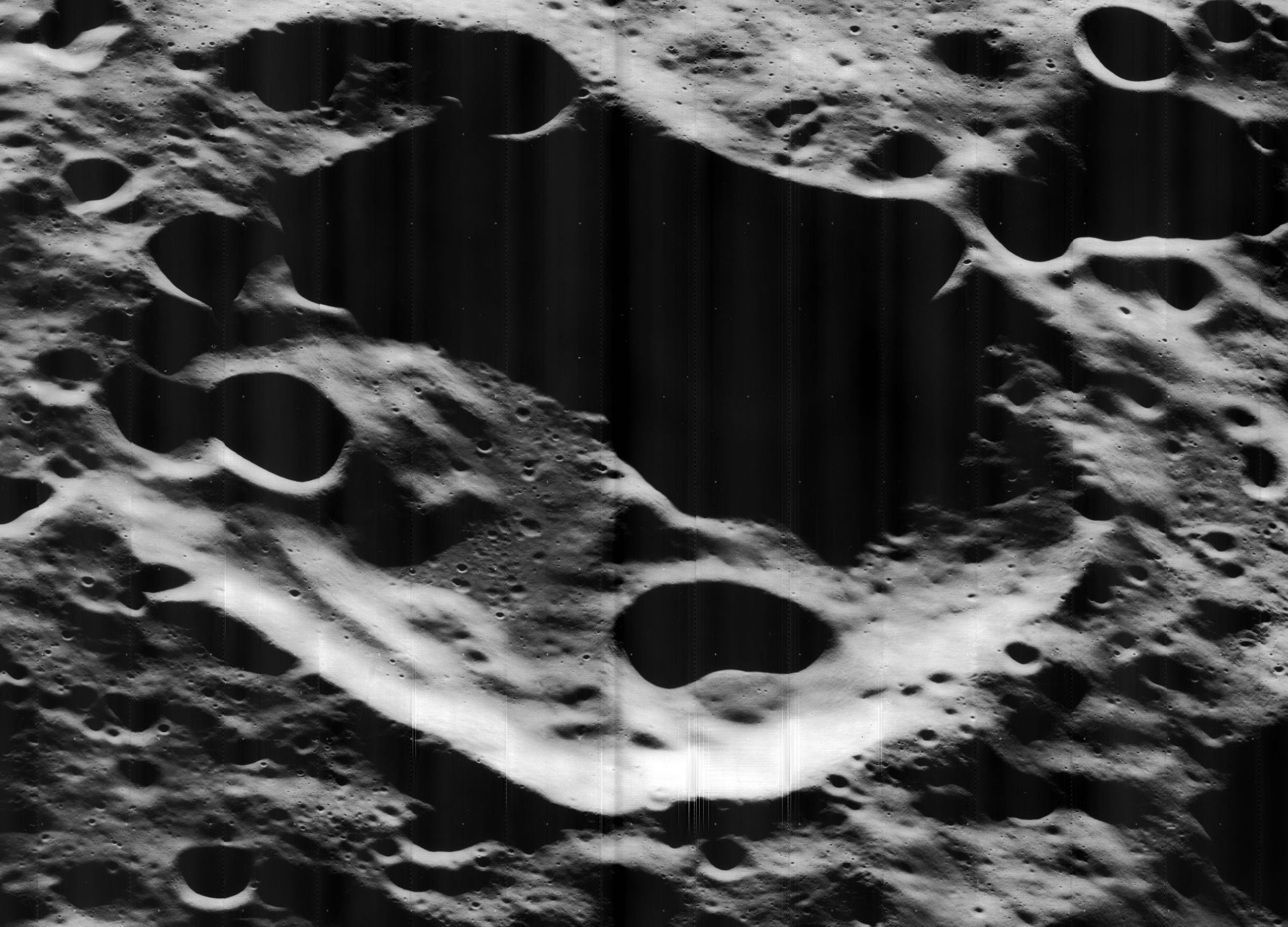
Imatge obliqua de la missió Lunar Orbiter 5, mirant a l'oest

Perkin és un cràter d'impacte pertanyent a l'hemisferi nord de la cara oculta de la Lluna. Immediatament al nord apareix el cràter més gran Debye. Just al sud-est es troba Guillaume, una mica més petit, i a l'oest-sud-oest es localitza Dunér. Al nord-oest de Perkin es troba la gran planicie emmurallada del cràter D'Alembert.

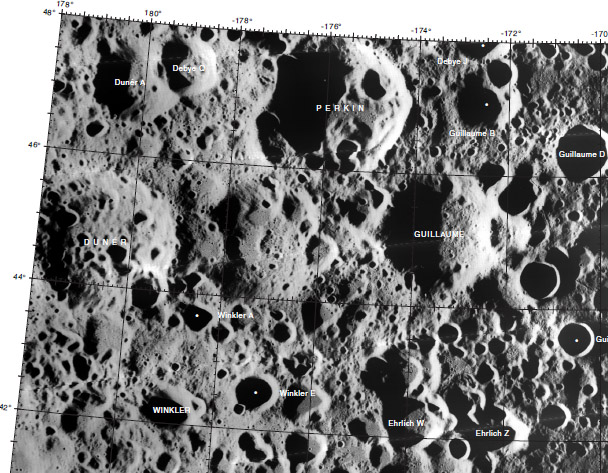
Entorn de Perkin (localitzat al centre de la vora superior de la imatge)

Es tracta d'una formació desgastada i erosionada, amb una vora exterior remodelada per diversos impactes posteriors. Situat en la paret interior a l'est-nord-est es localitza un petit cràter. Una altra sèrie de petits cràters se situen en la paret interior sud i en el bord nord-oest, amb diversos craterets més travessant el brocal en els seus sectors sud-oest i nord.